# 파키스탄 요리

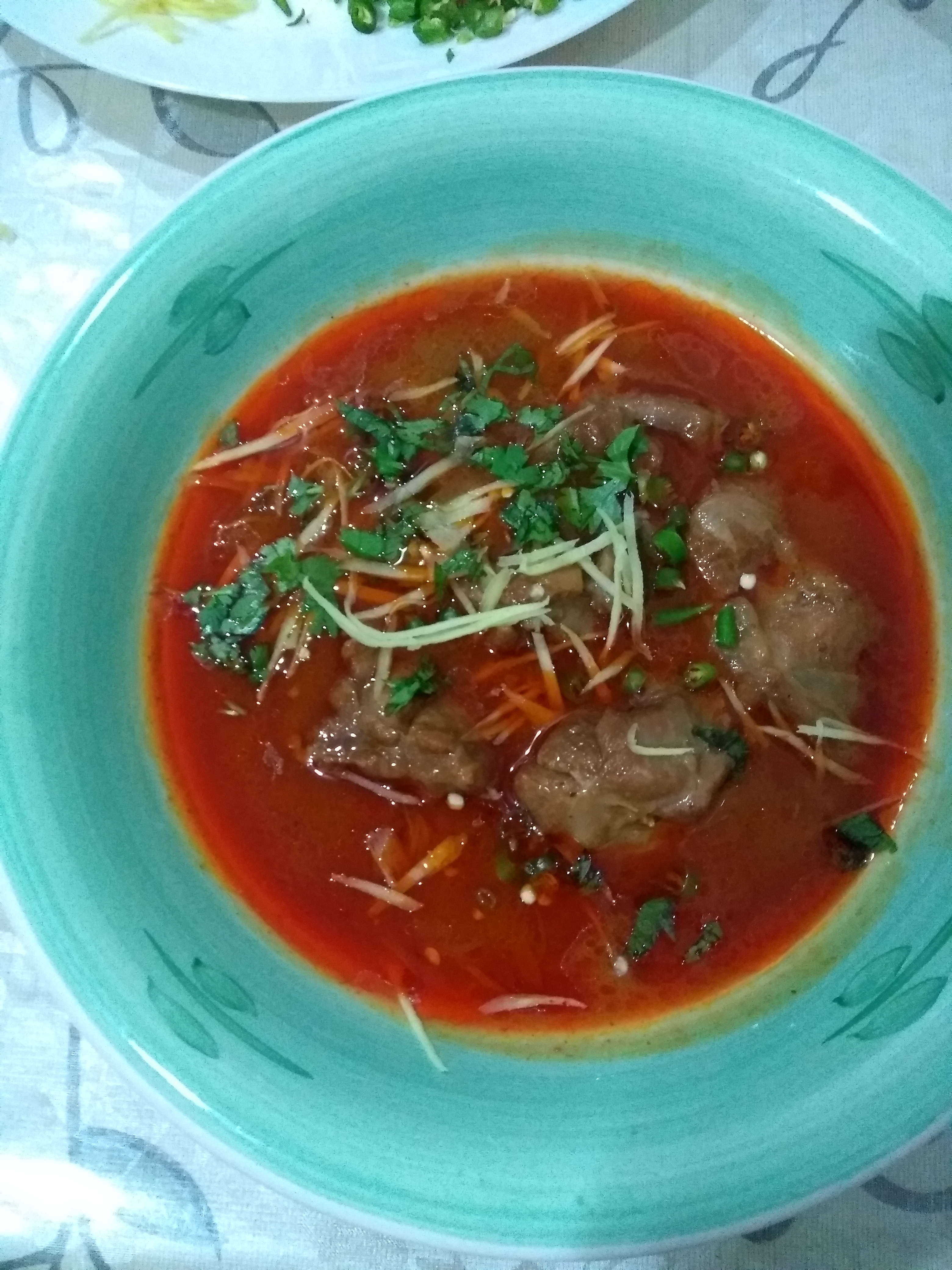
니하리

파키스탄 요리(Pakistan 料理, 우르두어: پاکستانی پکوان 파키스타니 파크완)는 남아시아에 위치한 파키스탄의 요리이다. 남아시아의 여러 지역, 중앙아시아 및 무굴 제국 유산의 요소를 혼합하여 특정지을 수 있다. 다양한 음식은 파키스탄의 민족 및 문화의 다양성에서 비롯된다.

## 고기
파키스탄과 아프가니스탄 음식에서는 다른 남아시아 음식과 비교하여 고기가 훨씬 큰 역할을 한다. 파키스탄의 고기 요리에는 쇠고기, 양고기, 가금류 및 해산물 요리가 포함된다. 고기는 보통 3cm 정육면체로 자르고 스튜에서 조리한다. 다진 고기는 케밥, 키마 및 기타 고기 요리에 사용된다. 고기는 또한 풀세, 레구메 및 쌀로 요리한다.

## 같이 보기
- 남아시아 요리